# Му Ин
Му Ин (沐英, 1345—1392) — китайский военачальник и политик во времена династии Мин и приемный сын её основателя, императора Хунъу.

## Биография
Когда возникла династия Мин, военным офицерам императора Хунъу, служившим под его началом, были присвоены дворянские титулы, которые давали обладателю стипендии, но во всех других аспектах были просто символическими. Семья Му Ин была среди них. Особые правила защиты от потенциального злоупотребления властью были применены к дворянам.
Му Ин родился в 1345 году в уезд Динъюань в современной провинции Аньхой. Он потерял родителей в возрасте семи лет и был усыновлен вместе с другими детьми Чжу Юаньчжаном, в то время офицерома армии красных повязок, восставших против монголов Империи Юань, правящей в Китае. Му Ин вырос в доме Чжу Юаньчжана как его сын под именем Чжу Вэньцзин вместе со старшим сыном Чжу Бяо. Среди других братьев и сестер он выделялся умом и примерным поведением, получил литературное образование и военную подготовку.
Повзрослев, он служил в штабе Чжу Юаньчжана одним из офицеров, а затем командиром гарнизона. В 1368 году он отличился при завоевании провинции Фуцзянь. Затем Чжу Юаньчжан (с 1368 года первый император только что созданной империи Мин) сказал ему, что он усыновлен, и (вместе с другими приемными сыновьями) призвал его снова взять свою фамилию при рождении. После непродолжительной службы в провинции Фуцзянь его перевели в Нанкин помощником, а затем заместителем председателя главной военной комиссии (то есть командующего армией династии Мин). В 1377 году он был назначен представителем Дэн Юя в его кампании против тибетских племен, проживающих вокруг озера Кукунор и в западной части провинции Сычуань. Он получил титул маркиза Сипина (西平侯) и получение 2500 тонн зерна. Затем он оставался командующим армиями на северо-западе до 1381 года.
В 1381 году вместе с Лань Юем он был назначен заместителем Фу Юдэ, командующим войсками, посланными для завоевания Юньнани. Важные центры Юньнани были завоеваны в 1382 году, и монгольский губернатор провинции Басалаварми покончил жизнь самоубийством, однако незначительные боевые действия продолжались. Фу Юдэ с частью войск не возвращался до апреля 1384 года, а Му Ин остался в Юньнани с задачей умиротворения провинции. Он добился успеха благодаря сочетанию военных побед и чуткого гражданского управления, в котором он делал упор на продвижение образования и восстановление экономики, строительство школ, а также плотин и оросительных каналов с привлечением местных вождей к управлению. Впечатлённый достижениями Му Ина, его должность командующего региональным штабом обороны была объявлена наследственной.
Му Ин скончался летом 1392 года. По приказу императора его тело было перевезено в Нанкин и захоронено в мавзолее недалеко от (тогда ещё строящихся) императорских гробниц. Он был посмертно повышен до принца Цяньнина (黔寧) и получил посмертное имя Чао Цзин (昭靖).
Положение Му Ина в Юньнани унаследовали его сыновья, старший и способный Му Чун умер ещё в 1398 году в относительно молодом возрасте 35 лет, титулы и положение затем унаследовал второй сын Му Шэн (1368—1439). В качестве командующего войсками в Юньнани Му Шэн участвовал во Вьетнамской войне (1406—1428), за первоначальные успехи в ней ему был присвоен титул герцога Цзянь (駻國公, Chien-kuo kung), но позже он добился чередующихся успехов. В конце 1930-х он потерпел тяжелое поражение, сражаясь с Шанем в Лучуаньско-Пинминской войне).
Потомки Му Ина владели провинцией Юньнань и титулом герцога Цзянь до 1659 года, когда Му Тяньбо, последний герцог, бежал из Юньнани в Бирму вместе с минским императором Чжу Юланом, где он был убит бирманцами в 1661 году.